# Maison Fock-Yee
La maison Fock-Yee est une maison remarquable de l'île de La Réunion située dans le centre-ville de Saint-Denis au numéro 41 de la rue La Bourdonnais. Elle est inscrite à l'inventaire supplémentaire des Monuments historiques depuis le 6 juin 1988,.